# Seznam bolgarskih inženirjev
Seznam bolgarskih inženirjev.

## A
- Roumen Antonov
- John Vincent Atanasoff

## B
- Angel Balevski

## J
- Assen Jordanoff